# جاتونجیرکا (هواری)
جاتونجیرکا (به اسپانیایی: Jatunjirca) یک کوه در پرو است، که در Peru, Ancash Region واقع شده‌است. جاتونجیرکا ۳٬۸۰۰ متر بالاتر از سطح دریا واقع شده‌است.